# إيفاندورو سيلفا دو ناسيمينتو
إيفاندورو سيلفا دو ناسيمينتو (بالبرتغالية: Evandro Silva do Nascimento‏) (26 سبتمبر 1987 في غوارولوس في البرازيل – )؛ هو لاعب كرة قدم كان يلعب كمهاجم.

## وصلات خارجية
- إيفاندورو سيلفا دو ناسيمينتو على موقع رابطة كرة القدم اليابانية للمحترفين (اليابانية)
- إيفاندورو سيلفا دو ناسيمينتو على موقع دوري كوريا الجنوبية (الإنجليزية)
- إيفاندورو سيلفا دو ناسيمينتو على موقع قاعدة بيانات كرة القدم.إي يو (الإنجليزية)
- إيفاندورو سيلفا دو ناسيمينتو على موقع Soccerway.com (الإنجليزية)
- إيفاندورو سيلفا دو ناسيمينتو على موقع عالم كرة القدم.نت (الإنجليزية)